# Fuente Obejuna (kommun)
Fuente Obejuna är en kommun i Spanien.   Den ligger i provinsen Province of Córdoba och regionen Andalusien, i den centrala delen av landet, 280 km sydväst om huvudstaden Madrid. Antalet invånare är 5 129.